# Лоувил (Њујорк)
Лоувил (енгл. Lowville) град је у америчкој савезној држави Њујорк.

## Демографија
По попису из 2010. године број становника је 3.470, што је 6 (-0,2%) становника мање него 2000. године.
| Група             | 2000.         | 2010.         |
| Белци             | 3.349 (96,3%) | 3.318 (95,6%) |
| Афроамериканци    | 26 (0,7%)     | 47 (1,4%)     |
| Азијати           | 29 (0,8%)     | 16 (0,5%)     |
| Хиспаноамериканци | 35 (1,0%)     | 58 (1,7%)     |
| Укупно            | 3.476         | 3.470         |